# Parpurivți, Vinnîțea
Parpurivți (în ucraineană Парпурівці) este localitatea de reședință a comunei Parpurivți din raionul Vinnîțea, regiunea Vinnița, Ucraina.

## Demografie
Componența lingvistică a localității Parpurivți
     Ucraineană (97,95%)
     Rusă (1,85%)
Conform recensământului din 2001, majoritatea populației localității Parpurivți era vorbitoare de ucraineană (97,95%), existând în minoritate și vorbitori de rusă (1,85%).